# Giải vô địch bóng đá nữ Tây Á
Giải vô địch bóng đá nữ Tây Á là giải đấu bóng đá dành cho các đội tuyển quốc gia nữ của các nước và vùng lãnh thổ tại khu vực Tây Á, do Liên đoàn bóng đá Tây Á (WAFF) tổ chức.

## Giải đấu
Các đội tuyển từng tham dự bao gồm Iran, Jordan, Palestine, Liban, Bahrain, Iraq, Syria và Các Tiểu vương quốc Ả Rập Thống nhất.
| Năm  | Chủ nhà                              |          | Chung kết    | Chung kết    | Chung kết |                    | Tranh hạng ba      | Tranh hạng ba      | Tranh hạng ba |
| Năm  | Chủ nhà                              | Vô địch  | Tỉ số        | Á quân       | Hạng ba   | Tỉ số              | Hạng tư            |                    |               |
| 2005 | Jordan                               | · Jordan | n/a          | · Iran       | · Syria   | n/a                | · Bahrain          |                    |               |
| 2007 | Jordan                               | · Jordan | n/a          | · Iran       | · Liban   | n/a                | · Syria            |                    |               |
| 2010 | Các Tiểu vương quốc Ả Rập Thống nhất | · UAE    | 1–0          | · Jordan     | · Bahrain | 3–0                | · Palestine        |                    |               |
| 2011 | Các Tiểu vương quốc Ả Rập Thống nhất | · UAE    | 2–2 (6–5 (p) | · Iran       | · Bahrain | 0–0 (4–3 (p)       | · Jordan           |                    |               |
| 2014 | Jordan                               | · Jordan | n/a          | · Palestine  | · Bahrain | n/a                | · Qatar            |                    |               |
| 2019 | Bahrain                              |          | · Jordan     | n/a          | · Bahrain | · Liban            | n/a                | · UAE              |               |
| 2022 | Jordan                               |          | · Jordan     | n/a          | · Liban   | · Syria            | n/a                | · Palestine        |               |
| 2024 | Ả Rập Xê Út                          |          | · Jordan     | 2–2 (5–3 (p) | · Nepal   | Liban và Palestine | Liban và Palestine | Liban và Palestine |               |

^n/a  Giải tổ chức theo thể thức vòng tròn một lượt.

### Thành tích
| Đội       | Vô địch                                | Á quân               | Hạng ba              | Hạng tư        |
| --------- | -------------------------------------- | -------------------- | -------------------- | -------------- |
| Jordan    | 6 (2005, 2007, 2014, 2019, 2022, 2024) | 1 (2010)             |                      |                |
| UAE       | 2 (2010, 2011)                         |                      |                      | 1 (2019)       |
| Iran      |                                        | 3 (2005, 2007, 2011) |                      |                |
| Palestine |                                        | 1 (2014)             | 1 (2024)             | 2 (2010, 2022) |
| Bahrain   |                                        | 1 (2019)             | 3 (2010, 2011, 2014) | 1 (2005)       |
| Liban     |                                        | 1 (2022)             | 3 (2007, 2019, 2024) |                |
| Nepal     |                                        | 1 (2024)             |                      |                |
| Syria     |                                        |                      | 2 (2005, 2022)       | 1 (2007)       |
| Qatar     |                                        |                      |                      | 1 (2014)       |